# Brigitte
Brigitte ist ein weiblicher Vorname.

## Herkunft und Bedeutung
Der Name ist von der irisch-keltischen Gottheit Brigid bzw. der britisch-keltischen Gottheit Brigantia oder von der Heiligen Brigida von Kildare abgeleitet. Die keltischen Namen Brigid und Brigantia bedeuten „die Erhabene“.

## Verbreitung
Anfang des 20. Jahrhunderts war der Name Brigitte in Deutschland wenig populär. Ab Mitte der 1920er Jahre wurden dann mehr und mehr Kinder Brigitte genannt. Von der Mitte der 1940er bis zur Mitte der 1950er Jahre war der Name unter den zehn häufigsten weiblichen Vornamen, im Jahr 1950 sogar der meistvergebene weibliche Vorname. Dann ging seine Popularität zunächst allmählich, ab Ende der 1960er Jahre stark zurück.

## Namenstage
- 1. Februar (Brigida von Kildare)
- 23. Juli (Brigitta von Schweden)
- 8. Oktober (Brigitta von Schweden, früherer Gedenktag vor den 2. Vatikanischen Konzil, in Schweden: 7. Oktober, Übertragung der Gebeine)

## Varianten
- weiblich: Brigitta, Brigida, Brida, Bridget, Bridgett, Britta, Brita, Britt, Brit, Brigittli, Brige (Schweiz), Birgid, Berit, Gitta, Gitte, Gitti, Gittl, Briggi, Biggi, Bibi, Pirjo (Finnland), Pirkko (Schweden)
- Birga, Birgit und Birte leiten sich dagegen vom männlichen Vornamen Birger ab.

## Bekannte Namensträgerinnen

### Heilige
- Brigida von Kildare (um 451 – 523), irische Nationalheilige
- Brigitta von Holland († um 1390)

### Brigitta
- Brigitta Benzing (1941–2023), deutsche Ethnologin und Afrikanistin
- Brigitta Busch (* 1955), österreichisch-schweizerische Sprachwissenschafterin
- Brigitta Brunner (* 1962), deutsche Verwaltungsjuristin und Politikerin
- Brigitta Bui (* 1982), ungarische Pornodarstellerin und Fotomodell
- Brigitta Cimarolli (* 1958), österreichisches Fotomodell und Schauspielerin
- Brigitta Furgler (* 1952), Schweizer Schauspielerin
- Brigitta von Pfalz-Simmern (1516–1562), Äbtissin im Stift Neuburg
- Brigitta von Stiebar (1480–1557), Äbtissin des Klosters Schlüsselau

### Brigitte
- Brigitte Autran (* 1954), französische Ärztin und Professorin am Hôpital de la Salpêtrière
- Brigitte Bardot (* 1934), französische Schauspielerin, Sängerin und Tierschützerin
- Brigitte Bastgen (* 1955), deutsche Nachrichtensprecherin (ZDF)
- Brigitte Böttrich (* 1945), deutsche Schauspielerin und Synchronsprecherin
- Brigitte Ebersbach (* 1952), deutsche Verlegerin
- Brigitte Fassbaender (* 1939), deutsche Opernsängerin
- Brigitte Fontaine (* 1939), französische Sängerin, Schauspielerin und Schriftstellerin
- Brigitte Gadient (* 1963), Schweizer Skirennläuferin
- Brigitte Groneberg (* 1945), deutsche Altorientalistin und Hochschullehrerin
- Brigitte Gropper (* 1960), österreichische Tischtennisspielerin
- Brigitte Hahn (* 1964), deutsche Opernsängerin
- Brigitte Halbmayr (* 1965), österreichische Soziologin und Politikwissenschaftlerin
- Brigitte Helm (1906/1908–1996), deutsche Schauspielerin
- Brigitte Hobmeier (* 1976), deutsche Schauspielerin
- Brigitte Horney (1911–1988), deutsche Schauspielerin
- Brigitte Irrgang (1943–1954), deutsche Schülerin und Märtyrerin
- Brigitte Jakobeit (* 1955), deutsche Übersetzerin aus dem Englischen und Amerikanischen
- Brigitte Jordan (1937–2016), deutsch-US-amerikanische Anthropologin und Hochschullehrerin
- Brigitte Klosterberg (* 1960), deutsche Historikerin und Bibliothekarin
- Brigitte Kronauer (1940–2019), deutsche Schriftstellerin
- Brigitte Lindenberg (1924–2015), deutsche Schauspielerin und Synchronsprecherin
- Brigitte Macron (* 1953), Ehefrau des französischen Präsidenten Emmanuel Macron
- Brigitte Meng (1932–1998), Schweizer Schriftstellerin und Lyrikerin
- Brigitte Mira (1910–2005), deutsche Schauspielerin
- Brigitte Mohnhaupt (* 1949), deutsches RAF-Mitglied
- Brigitte L. Nacos (* 1936), deutsch-amerikanische Politikwissenschaftlerin und Publizistin
- Brigitte Nielsen (* 1963), dänische Schauspielerin
- Brigitte Oertli (* 1962), Schweizer Skirennläuferin
- Brigitte Plateau (* 1954), französische Informatikerin und Universitätspräsidentin
- Brigitte Reimann (1933–1973), deutsche Schriftstellerin
- Brigitte Röthlein (* 1949), deutsche Physikerin
- Brigitte Scheer (* 1935), deutsche Philosophin und Hochschullehrerin
- Brigitte Scheer-Schäzler (* 1939), österreichische Amerikanistin und Hochschullehrerin
- Brigitte Schlieben-Lange (1943–2000), deutsche Romanistin und Hochschullehrerin
- Brigitte Schwaiger (1949–2010), österreichische Schriftstellerin
- Brigitte Schwarz (* 1960), österreichische Politikerin und Bürgermeisterin der obersteirischen Stadt Kapfenberg
- Brigitte Seebacher-Brandt (* 1946), deutsche Historikerin, Journalistin und Publizistin
- Brigitte Thonhauser-Merk (* 1943), österreichische Malerin, Grafikerin und Autorin
- Brigitte Totschnig (* 1954), österreichische Skirennläuferin
- Brigitte Walbrun (* 1954), deutsche Schauspielerin
- Brigitte Wolf (* 1951), deutsche Formgestalterin und Hochschullehrerin
- Brigitte Wolf (* 1967), Schweizer Orientierungsläuferin
- Brigitte Zeh (* 1975), deutsche Schauspielerin
- Brigitte Zypries (* 1953), deutsche Politikerin (SPD)

### Gitta
- Gitta Alpár (1903–1991), ungarisch-amerikanische Opernsängerin, Schauspielerin und Tänzerin
- Gitta Bauer (1919–1990), Retterin während der Zeit des Nationalsozialismus und „Gerechte unter den Völkern“
- Gitta von Cetto (1908–2010), deutsche Schriftstellerin und Journalistin
- Gitta Connemann (* 1964), deutsche Politikerin (CDU) und Rechtsanwältin
- Gitta Deutsch (1924–1998), österreichisch-britische Schriftstellerin und literarische Übersetzerin
- Gitta Domik (* 1957), österreichische Informatikerin und Hochschullehrerin
- Gitta Escher (* 1957), deutsche Geräteturnerin
- Gitta Franken (* 1959), deutsche Autorin und Liedermacherin
- Gitta Gsell (* 1953), Schweizer Filmregisseurin
- Gitta Günther (* 1936), deutsche Archivarin, Sachbuchautorin und Herausgeberin
- Gitta Kahle (* 1963), deutsche Jazzmusikerin
- Gitta Kutyniok (* 1972), deutsche Mathematikerin
- Gitta Lind (1925–1974), deutsche Schlagersängerin
- Gitta Mallasz (1907–1992), ungarische Grafikerin, Malerin sowie Autorin und „Gerechte unter den Völkern“
- Gitta Nickel (1936–2023), deutsche Filmemacherin
- Gitta Rost (* 1943), deutsche Badmintonspielerin
- Gitta Saxx (* 1965), deutsches Fotomodell, Fotografin, Buchautorin und DJ
- Gitta Schüßler (* 1961), deutsche Politikerin (NPD)
- Gitta Schweighöfer (* 1954), deutsche Film- und Theaterschauspielerin
- Gitta Sereny, CBE (1921–2012), britische Biografin, Historikerin und freie Journalistin
- Gitta Trauernicht (* 1951), deutsche Politikerin (SPD)
- Gitta Uhlig (1960–2018), deutsche Casterin
- Gitta Walther (1940– 2014), deutsche Sängerin und Autorin

### Gitte
- Gitte Aaen (* 1981), dänische Handballspielerin
- Gitte Andersen (* 1977), dänische Fußballnationalspielerin
- Gitte Hähner-Springmühl (* 1951), deutsche Malerin, Grafikerin und Musikerin
- Gitte Hænning (* 1946), dänische Sängerin
- Gitte Hansen (* 1961), dänische Fußballspielerin
- Gitte Köhler (* 1985), deutsche Badmintonspielerin
- Gitte Krogh (* 1977), dänische Fußballnationalspielerin
- Gitte Paulsen (* 1965), dänische Badmintonspielerin
- Gitte Reingaard (* 1943), dänische Schauspielerin
- Gitte Seeberg (* 1960), dänische Politikerin und Generalsekretärin von WWF Dänemark

### Gitti
- Gitti Fuchs, deutsche Kostümbildnerin
- Gitti Hentschel (* 1950), deutsche Sozialpädagogin und Publizistin
- Gitti Müller (* 1956), deutsche Journalistin und Ethnologin
- Gitti Pirner (* 1943), deutsche Pianistin
- Gitti Rüsing (* 1979), deutsche Schauspielerin und Sängerin
- Gitti Vasicek (* 1959), österreichische Künstlerin und Feministin

### Brigida
- Brigida Banti (1755–1806), italienische Opernsängerin
- Brigida Antónia Correia (* 1964), osttimoresische Politikerin
- Brigida da Costa (* ≈2000), osttimoresische Fußballspielerin

### Brigit
- Brigit Forsyth (1940–2023), britische Schauspielerin
- Brigit Hänzi (1946–2022), Schweizer Politikerin (FDP) und Rechtsanwältin
- Brigit Wyss (* 1960), Schweizer Politikerin (Grüne)

### Brigita
- Brigita Bukovec (* 1970), slowenische Leichtathletin und olympische Medaillengewinnerin
- Brigita Schmögnerová (* 1947), slowakische Politikerin (SDA)

### Pirkko / Pirko
- Pirkko Hämäläinen (* 1959), finnische Schauspielerin
- Pirkko Hämäläinen (* 1961), finnische Botschafterin
- Pirkko Määttä (* 1959), finnische Skilangläuferin
- Pirkko Saisio (* 1949), finnische Autorin und Schauspielerin
- Pirko Kristin Zinnow (* 1964), deutsche Politikwissenschaftlerin und Politikerin (SPD)